# Рексфорд (Монтана)
Рексфорд (англ. Rexford) — місто (англ. town) в США, в окрузі Лінкольн штату Монтана. Населення — 78 осіб (2020).

## Географія
Рексфорд розташований за координатами 48°54′0″ пн. ш. 115°10′18″ зх. д. / 48.90000° пн. ш. 115.17167° зх. д. (48.899915, -115.171530).  За даними Бюро перепису населення США в 2010 році місто мало площу 0,25 км², уся площа — суходіл. В 2017 році площа становила 0,22 км², уся площа — суходіл.

## Демографія
Згідно з переписом 2010 року, у місті мешкало 105 осіб у 50 домогосподарствах у складі 31 родини. Густота населення становила 423 особи/км².  Було 99 помешкань (399/км²).
Расовий склад населення:
| - 94,3 % — білих - 4,8 % — корінних американців |

До двох чи більше рас належало 1,0 %. Частка іспаномовних становила 3,8 % від усіх жителів.
За віковим діапазоном населення розподілялося таким чином: 15,2 % — особи молодші 18 років, 53,4 % — особи у віці 18—64 років, 31,4 % — особи у віці 65 років та старші. Медіана віку мешканця становила 57,6 року. На 100 осіб жіночої статі у місті припадало 105,9 чоловіків;  на 100 жінок у віці від 18 років та старших — 111,9 чоловіків також старших 18 років.
Середній дохід на одне домашнє господарство  становив 24 941 долар США (медіана — 23 750), а середній дохід на одну сім'ю — 31 846 доларів (медіана — 31 250). За межею бідності перебувало 7,9 % осіб, у тому числі 0,0 % дітей у віці до 18 років та 13,5 % осіб у віці 65 років та старших.
Цивільне працевлаштоване населення становило 13 особи. Основні галузі зайнятості: роздрібна торгівля — 46,2 %, мистецтво, розваги та відпочинок — 46,2 %, науковці, спеціалісти, менеджери — 7,7 %.